# ジョニー・ネルソン
ジョニー・ネルソン（Johnny Nelson、1967年1月4日 - ）は、イングランドの元男性プロボクサー。シェフィールド出身。元WBO世界クルーザー級王者。「The Entertainer（エンターテイナー）」のあだ名で呼ばれている。

## 来歴
1986年3月18日、19歳でプロデビュー。
1988年10月26日、BBBofC中部クルーザー級王座決定戦でダニー・ローフォードと対戦し、2回2分53秒TKO勝ちを収め王座を獲得した。
1989年5月21日、BBBofC英国クルーザー級王者アンディー・ストローンと対戦し、8回TKO勝ちを収め王座を獲得した。
1989年10月2日、スタッフォードシャーハンリーでイアン・ブロックと対戦し、2回KO勝ちを収め、初防衛に成功した。
1990年1月27日、WBC世界クルーザー級王者カルロス・デ・レオンと対戦。1-1の判定ドローで王座獲得ならず。
1990年12月14日、EBU欧州クルーザー級王座決定戦でマルクス・ボットと対戦し、12回TKO勝ちを収め王座を獲得した。
1992年5月16日、IBF世界クルーザー級王者ジェームズ・ワーリングと対戦。0-3の大差判定負けで2度目の世界王座挑戦も失敗した。
1993年4月30日、WBF世界クルーザー級王座決定戦でデーブ・ラッセルと対戦し、11回TKO勝ちを収め王座を獲得した。
1993年10月1日、ベルギーのワレヘムでフランコ・ワンヤマと対戦し、10回失格負けを喫し2度目の防衛に失敗、王座から陥落した。
1993年11月19日、WBF世界ヘビー級王者ジミー・サンダーと対戦し、3-0の判定勝ちを収めマイナー王座ながら2階級制覇を達成した。
1995年8月22日、サンパウロでアディルソン・ロドリゲスと対戦し、12回判定負けを喫し2度目の防衛に失敗、王座から陥落した。
1995年12月3日、WBF世界ヘビー級王者アディルソン・ロドリゲスとのリマッチに臨んだが0-3の判定負けを喫し、王座返り咲きに失敗した。
1996年12月14日、シェフィールドで行われたBBBofC英国クルーザー級王座決定戦でデニス・アンドリエスと対戦し、7回TKO勝ちを収め王座を獲得した。
1997年2月22日、フランスパ＝ド＝カレー県ベルクで行われたEBU欧州クルーザー級王座決定戦でパトリス・アイジーと対戦し、7回KO勝ちを収め王座を獲得した。
1997年10月11日、シェフィールドのシェフィールド・アリーナでディルク・ウォーレンと対戦し、1回1分13秒TKO勝ちで初防衛に成功した。
1999年3月27日、WBO世界クルーザー級王者カール・トンプソンと対戦。5回TKO勝ちで初の世界王座を獲得した。同王座は13度防衛した。
しかし、2005年11月26日を最後に試合をしておらず、2006年7月8日にウェールズのエンゾ・マカリネリが暫定王者となった。2006年10月14日、マカリネリと王座決定戦を行う予定だったが、2006年9月22日に引退を発表し同時に王座も返上した（これによりマカリネリは自動的に正規王座に認定された）。

## 獲得タイトル
- BBBofC中部クルーザー級王座
- BBBofC英国クルーザー級王座
- EBU欧州クルーザー級王座
- WBF世界クルーザー級王座
- WBF世界ヘビー級王座
- WBO世界クルーザー級王座（防衛13）
- IBO世界クルーザー級王座